# Mugardos
Mugardos 43°27′16,06″B 8°15′9,1″T / 43,45°B 8,25°T là một đô thị của Ferrolterra phía tây bắc Tây Ban Nha ở tỉnh A Coruña trong cộng đồng tự trị của Galicia. Dân cư 2002 là 5.859.

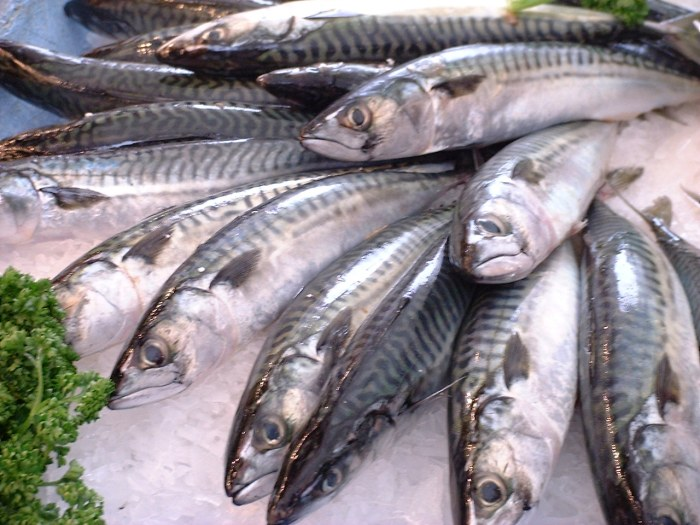
Mugardos is an excellent site for Seafood Lovers

## Nhân khẩu
| 1900  | 1930  | 1950  | 1981  |
| ----- | ----- | ----- | ----- |
| 6 517 | 7 112 | 7 110 | 7 079 |

| 1991  | 1996  | 2001  | 2002  | 2004  |
| ----- | ----- | ----- | ----- | ----- |
| 6 668 | 6 200 | 5 718 | 5 859 | 5 612 |

Sources: INE and IGE Lưu trữ ngày 22 tháng 12 năm 2009 tại Wayback Machine